# Phân cấp hành chính Bồ Đào Nha
Cộng hoà Bồ Đào Nha được phân cấp hành chính thành Bồ Đào Nha lục địa và hai vùng tự trị, Açores và Madeira. Bồ Đào Nha lục địa được chia ra làm 18 tỉnh (distrito). Các tỉnh và các cộng đồng tự trị có tổng cộng 308 huyện (Município), mà lại được chia ra thành 3091 xã (freguesia).
Việc phân chia lục địa Bồ Đào Nha thành vùng và tiểu vùng, các đơn vị hành chính không chính thức, chỉ có tầm quan trọng trong việc thống kê và kỹ thuật phát triển. Hiện nay, Bồ Đào Nha có ba cấp vùng tương ứng với ba cấp vùng của Liên minh châu Âu.

## Phân cấp hành chính

### Tỉnh
Bồ Đào Nha lục địa được chia ra thành 18 tỉnh (distrito). Tỉnh là đơn vị hành chính cao nhất dưới chính quyền.
1. Lisboa
2. Leiria
3. Santarém
4. Setúbal
5. Beja
6. Faro
7. Évora
8. Portalegre
9. Castelo Branco
10. Guarda
11. Coimbra
12. Aveiro
13. Viseu
14. Bragança
15. Vila Real
16. Porto
17. Braga
18. Viana do Castelo

### Huyện và xã
18 tỉnh được chia làm 308 huyện (Município hay Concelho) và các huyện này lại chia ra 3091 xã (Freguesia).

## Chia theo thống kê
Các đơn vị lãnh thổ của Liên minh châu Âu (NUTS) được phát triển bởi Eurostat, và được áp dụng ở Bồ Đào Nha cho mục đích thống kê. Đó là các vùng NUTS1, NUTS2 và NUTS3, với sự bổ sung LAU (đơn vị hành chính địa phương).
| Phân cấp          | Số lượng | Mô tả                                                  |
| ----------------- | -------- | ------------------------------------------------------ |
| NUTS 1: Quốc gia  | 3        | Bồ Đào Nha lục địa, Açores và Madeira                  |
| NUTS 2: Vùng      | 7        | Quản lý bởi các uỷ ban điều phối và phát triển khu vực |
| NUTS 3: Tiểu vùng | 25       | Các vùng hành chính, thống kê và tự trị                |

### Cấp thứ nhất

Bản đồ thể hiện ba vùng hành chính cấp thứ nhất, bảy vùng hành chính cấp thứ hai của Bồ Đào Nha.

Vùng cấp thứ nhất của Bồ Đào Nha là Bồ Đào Nha lục địa cộng với hai vùng tự chủ Açores và Madeira.

## Cấp thứ hai
Vùng cấp thứ hai của Bồ Đào Nha gồm 7 vùng, 5 vùng thuộc Bồ Đào Nha lục địa, Norte, Centro, Lisboa, Alentejo, Algarve, cộng với Açores và Madeira.

## Cấp thứ ba
Bảy vùng của Bồ Đào Nha lại được thành 25 tiểu vùng, 2 vùng đô thị, 21 liên huyện và 2 vùng tự trị. DO ĐÓ, kể từ năm 2013 sửa đổi (thực thi vào năm 2015), các tiểu vùng Bồ Đào Nha có một sự liên quan của pháp luật và hành chính.
Lục địa
Norte
Alto Minho (Viana do Castelo)
Alto Tâmega (thuộc Vila Real)
Ave (thuộc Braga, thuộc Vila Real)
Cávado (thuộc Braga)
Douro (thuộc Vila Real, thuộc Viseu, thuộc Bragança, thuộc Guarda)
Porto (thuộc Porto, thuộc Aveiro)
Tâmega e Sousa (thuộc Porto, thuộc Aveiro, thuộc Braga, thuộc Viseu)
Terras de Trás-os-Montes (thuộc Bragança)
Centro
Região de Aveiro (thuộc Aveiro)
Beira Baixa (thuộc Castelo Branco)
Beiras e Serra da Estrela (thuộc Guarda, thuộc Castelo Branco)
Região de Coimbra (Coimbra, thuộc Aveiro, thuộc Viseu)
Região de Leiria (thuộc Leiria)
Médio Tejo (thuộc Castelo Branco, thuộc Santarém)
Oeste (thuộc Leiria, thuộc Lisboa)
Viseu Dão Lafões (thuộc Viseu, thuộc Guarda)
Lisboa (thuộc Lisboa, thuộc Setúbal)
Alentejo (bao gồm cả Lezíria do Tejo)
Alentejo Litoral (thuộc Setúbal, thuộc Beja)
Alentejo Central (Évora)
Alto Alentejo (Portalegre)
Baixo Alentejo (thuộc Beja)
Lezíria do Tejo (thuộc Santarém, thuộc Lisboa)
Algarve (Faro)
Vùng tự trị Açores
Vùng tự trị Madeira